# Avice Meya
Avice Meya (sinh ngày 2 tháng 12 năm 1994) là một vận động viên bơi lội ở Uganda. Cô đã tham gia cuộc thi tự do 50 mét nữ tại Giải vô địch thể thao dưới nước thế giới 2017. Cô cũng đã tham gia hai nội dung tại Đại hội Thể thao Khối thịnh vượng chung 2018.